# La Valla – Überleben an der Grenze
La Valla – Überleben an der Grenze (im Original La Valla) ist eine spanische Drama-Serie aus dem Jahr 2020, die in der dystopischen Zukunft im Jahr 2045 in Madrid spielt. Die Erstveröffentlichung erfolgte beim spanischen Streaminganbieter Atresplayer, die Veröffentlichung im deutschsprachigen Raum erfolgte auf Netflix.

## Handlung
Spanien im Jahr 2045 nach einem dritten Weltkrieg, in dessen Folge mehrere Krankheiten ausbrachen, die nicht behandelt oder geheilt werden konnten, und der zu einer Verknappung der natürlichen Ressourcen einschließlich Wasser führte. Mit Ausnahme von Madrid ist Spanien weitgehend unbewohnbar. In Spanien ist eine diktatorische Regierung an der Macht, die Madrid in zwei Sektoren unterteilt hat. Im Sektor 1 leben Privilegierte, in Sektor 2 der Rest der Bevölkerung. Die beiden Sektoren werden durch einen Zaun getrennt, dessen Übertritt nur unter Vorlage einer Berechtigung gestattet ist. Marta und ihr Vater kommen aus Asturien neu in Madrid an und lassen sich dort registrieren. Bei der Registrierung werden Marta und ihr Vater getrennt. Marta wird von der Regierung entführt und in eine Kolonie gebracht. Daraufhin bewirbt sich ihr Vater in einem der privilegierten Haushalte, um seine Tochter wieder zurückzubekommen.

## Besetzung und Synchronisation
Die deutschsprachige Synchronisation entstand nach einem Dialogbuch von Wolfgang Seifert und unter Dialogregie von Oliver Hörner im Auftrag des CSC-Studio in Hamburg.
| Rolle                              | Darsteller      | Synchronsprecher      |
| ---------------------------------- | --------------- | --------------------- |
| Hauptdarsteller                    |                 |                       |
| Hugo Mujica                        | Unax Ugalde     | Christian Stark       |
| Julia Pérez Noval/Sara Pérez Noval | Olivia Molina   | Kristina von Weltzien |
| Alma López-Durán                   | Eleonora Wexler | Ela Nitzsche          |
| Luis Covarrubias                   | Abel Folk       | Achim Buch            |
| Emilia Noval                       | Ángela Molina   | Dagmar Dreke          |
| Nebendarsteller                    |                 |                       |
| Carlos Castillo                    | Juan Blanco     | Nicolas König         |
| Coronel Enrique Jiménez            | Manu Fullola    | Volker Hanisch        |
| Daniela Covarrubias                | Belén Écija     | Jenny Maria Meyer     |
| Iván Covarrubias                   | Nicolás Illoro  | Flemming Stein        |
| Manuela                            | Yaima Ramos     | Franciska Friede      |
| Rosa                               | Elena Seijo     | Katrin Decker         |
| Marta Mujica                       | Laura Quirós    | Lisbeth Andresen      |

## Produktion
Die Dreharbeiten fanden ab Februar 2019 in Madrid, unter anderem im Viertel Pico del Pañuelo und Segovia statt.

## Veröffentlichung
Die Erstveröffentlichung fand beim kostenpflichtigen spanischen Streaminganbieter Atresplayer beginnend ab dem 19. Januar 2020 statt. Im spanischen Free-TV wird La Valla – Überleben an der Grenze unter dem Originaltitel La Valla ab dem 10. September 2020 im wöchentlichen Rhythmus auf Antena 3 ausgestrahlt. Die internationalen Vertriebsrechte sicherte sich Netflix und veröffentlicht jede Folge im wöchentlichen Rhythmus einen Tag nach der Erstausstrahlung im spanischen Free-TV.

## Episodenliste
| Nr. | Deutscher Titel                | Originaltitel             | Erstausstrahlung Spanien (Atresplayer) | Deutschsprachige Erstausstrahlung (A/D/CH (Netflix)) | Regie                              | Drehbuch |
| --- | ------------------------------ | ------------------------- | -------------------------------------- | ---------------------------------------------------- | ---------------------------------- | --- |
| 1   | Eine andere Welt               | Otro mundo                | 19. Jan. 2020                          | 11. Sep. 2020                                        | David Molina Encinas               | Daniel Écija, Inés París, Roberto Martín, Jorge Valdano, Ángela Armero, Tatiana Rodríguez, Arantxa Cuesta und Veronik Silva                           |
| 2   | Meine Schwester Sara           | Mi hermana Sara           | 26. Jan. 2020                          | 18. Sep. 2020                                        | David Molina Encinas               | Daniel Écija, Inés París, Clara Botas, Roberto Martín, Jorge Valdano, Ángela Armero, David Muñoz, Tatiana Rodríguez, Arantxa Cuesta und Veronik Silva |
| 3   | Die verlorenen Kinder          | Los niños perdidos        | 2. Feb. 2020                           | 25. Sep. 2020                                        | David Molina Encinas               | Daniel Écija, Inés París, Clara Botas, Roberto Martín, Ángela Armero, David Muñoz und Veronik Silva                                                   |
| 4   | Hautkontakt                    | El roce de la piel        | 9. Feb. 2020                           | 2. Okt. 2020                                         | Oriol Ferrer                       | Daniel Écija, Inés París, Clara Botas, Roberto Martín, Jorge Valdano, Ángela Armero und Veronik Silva                                                 |
| 5   | Die Unschuldigen               | Los inocentes             | 17. Feb. 2020                          | 9. Okt. 2020                                         | Luis Oliveros                      | Daniel Écija, Inés París, Clara Botas, Roberto Martín und Ángela Armero                                                                               |
| 6   | Leichte Beute                  | Los pájaros sordos        | 23. Feb. 2020                          | 16. Okt. 2020                                        | Jesús Rodrigo                      | Daniel Écija, Inés París, Clara Botas, Roberto Martín und Jorge Valdano                                                                               |
| 7   | Eine Familienangelegenheit     | Un asunto de familia      | 1. März 2020                           | 23. Okt. 2020                                        | Oriol Ferrer                       | Daniel Écija, Inés París, Clara Botas, Roberto Martín und Jorge Valdano                                                                               |
| 8   | Niemandes Kind                 | El hijo de nadie          | 8. März 2020                           | 30. Okt. 2020                                        | Luis Oliveros                      | Daniel Écija, Inés París, Clara Botas, Roberto Martín und Jorge Valdano                                                                               |
| 9   | Ich erinnere dich, wer du bist | Recuerda quién eres       | 15. März 2020                          | 6. Nov. 2020                                         | Lucas Gil                          | Daniel Écija, Inés París, Clara Botas, Roberto Martín und Jorge Valdano                                                                               |
| 10  | Die Schattenzone               | La zona de sombra         | 22. März 2020                          | 13. Nov. 2020                                        | Oriol Ferrer                       | Daniel Écija, Inés París, Clara Botas, Roberto Martín und Jorge Valdano                                                                               |
| 11  | Zusammen allein                | La soledad de dos         | 29. März 2020                          | 20. Nov. 2020                                        | Luis Oliveros                      | Daniel Écija, Inés París, Clara Botas, Roberto Martín und Jorge Valdano                                                                               |
| 12  | Die Rede                       | El discurso               | 5. Apr. 2020                           | 27. Nov. 2020                                        | Lucas Gil                          | Daniel Écija, Inés París, Clara Botas, Roberto Martín und Jorge Valdano                                                                               |
| 13  | Die letzten Tage der Gegenwart | Últimos días del presente | 12. Apr. 2020                          | 4. Dez. 2020                                         | David Molina Encinas und Lucas Gil | Daniel Écija, Inés París, Clara Botas, Roberto Martín und Jorge Valdano                                                                               |

## Rezeption

### Zuschauerzahlen
Die Zuschauerzahlen über Atresplayer waren eher mäßig, die nur wenig später veröffentlichte Serie Veneno erreicht etwa zehnfach höhere Abrufzahlen. Auf Antena 3 wurde die erste Folge von fast 2 Millionen Menschen gesehen und erreichte damit einen Marktanteil von knapp über 15 Prozent. Die dritte Folge konnte noch knapp 1,3 Millionen und damit circa 10 Prozent der relevanten Zuschauer erreichen.

### Kritiken
Albertini vom spanischen Espinof schreibt, dass La Valla zusammenfassend eine gute Serie sei, die eine gute Portion Action und Spannung biete, aus seiner Sicht werden einzelne Elemente aber nicht immer für den Zuschauer nachvollziehbar eingeführt. Archie Sengupta vom englischsprachigen TechQuila bezeichnet in seiner Kritik zur ersten Folge die schauspielerischen Leistungen als solide und stellt fest, dass La Valla zeige, wohin die Welt im Begriff sei zu gehen.